# Sudan ai Giochi della XXVIII Olimpiade
Il Sudan partecipò ai Giochi della XXVIII Olimpiade, svoltisi ad Atene, Grecia, dal 13 al 29 agosto 2004, con una delegazione di 5 atleti impegnati in una disciplina.

## Risultati

### Atletica leggera
| Q | Qualificato al turno successivo per la Classifica in qualificazione                                                          |
| q | Qualificato per il turno successivo per ripescaggio o, negli eventi su campo, conquistando la misura minima per qualificarsi |

Maschile
Eventi su pista e strada
| Atleta                | Evento         | Batteria  | Batteria   | Quarti di finale | Quarti di finale | Semifinale      | Semifinale      | Finale          | Finale          |
| Atleta                | Evento         | Risultato | Classifica | Risultato        | Classifica       | Risultato       | Classifica      | Risultato       | Classifica      |
| --------------------- | -------------- | --------- | ---------- | ---------------- | ---------------- | --------------- | --------------- | --------------- | --------------- |
| Nagmeldin Ali Abubakr | 400 m piani    | 46"32     | 6º         | N.D.             | N.D.             | non qualificato | non qualificato | non qualificato | non qualificato |
| Ismail Ahmed Ismail   | 800 m piani    | 1'45"17   | 2º Q       | N.D.             | N.D.             | 1'45"45         | 2º Q            | 1'52"49         | 8º              |
| Peter Roko Ashak      | 1500 m piani   | dns       | -          | N.D.             | N.D.             | non qualificato | non qualificato | non qualificato | non qualificato |
| Todd Matthews-Jouda   | 110 m ostacoli | 13"47     | 4º Q       | 13"77            | 8º               | non qualificato | non qualificato | non qualificato | non qualificato |

Femminile
Eventi sul campo
| Atleta        | Evento       | Qualificazione | Qualificazione | Finale    | Finale     |
| Atleta        | Evento       | Risultato      | Classifica     | Risultato | Classifica |
| ------------- | ------------ | -------------- | -------------- | --------- | ---------- |
| Yamilé Aldama | Salto triplo | 14,80          | 3ª Q           | 14,99     | 5ª         |